# Adam Kajumi
Adam Kajumi (* 17. března 1998 Neratovice[zdroj?]) je český podnikatel, influencer a hudebník afghánského původu. Tvoří internetová videa na sociální síti TikTok, kde ho sleduje více než 1,2 milion lidí. Na YouTube má přes 102 tisíc odběratelů a na Instagramu ho sleduje přes 242 tisíc lidí.

## Život
V dětství se věnoval turnajům v počítačových hrách. V rozhovoru „Real Talk“ s českým influencerem Jenisem z roku 2021 uvedl, že byl hráčskou komunitou 3D závodní arkády TrackMania vyhlášen nejlepším hráčem v kategorii RPG/Trial (technicky náročné tratě) za rok 2012 a 2013. Od roku 2017 využíval sociální síť Ask.fm.
V pořadu XTV Xavera Veselého v únoru 2019 odsoudil rasismus, xenofobii, vulgarity, ale zároveň uvedl, že kvůli své profesi influencera nemá čas chodit k volbám a aktivně se o politiku nezajímá kromě některých konkrétních témat.
V červnu 2019 začal streamovat své let's playe na platformě Twitch.
Do povědomí širší veřejnosti se dostal v roce 2021 díky reality show Like House. Aktuálně[kdy?] se věnuje tvorbě videí na platformě TikTok. 
Dne 3. dubna 2022 se stal prvním Čechem, který nasbíral milion sledujících na platformě TikTok. Jeho úspěch přirovnává k Leošovi Marešovi, který obdobného milníku dosáhl v roce 2020 na Instagramu.
Podle vlastního vyjádření z října 2023 také pomáhá spravovat několik účtů na OnlyFans. Ve skutečnosti však management účtů na této platformě realizoval již od roku 2021, přičemž se objevila nařčení, že je byznys postavený na finančním zneužívání modelek, zastrašování a neetických praktikách. Podle svědectví využíval pro natáčení erotického materiálu například i modelku, která se v té době v důsledku jejich vzájemné spolupráce léčila v psychiatrické nemocnici.

## Hudební tvorba
| Píseň              | Rok vydání |
| ------------------ | ---------- |
| Všechno je ALRIGHT | 2018       |
| Emoji              | 2019       |
| Limity             | 2020       |
| Pořád dokola       | 2021       |
| Žít svůj sen       | 2022       |